# Blogger (website)
Blogger is een gratis service van Google die individuele gebruikers in staat stelt een weblog bij te houden. Dat gebeurt via blogspot.com en (sinds juni 2012) ook via blogspot.be, blogspot.nl en topleveldomeinen van andere landen. De gebruiker kan ook een eigen webadres voor een blog gebruiken.

## Geschiedenis
Blogger werd opgericht door Pyra Labs in augustus 1999. In februari 2003 werd Pyra Labs opgekocht door Google, die Blogger vervolgens integreerde met andere Google-producten.
In 2006 werd Blogger voorzien van een nieuwe lay-out ontworpen door Google en kreeg de service de naam Blogger Beta: het ging dus nog om een bètaversie. De nieuwe versie ondersteunde privé-blogs (uitsluitend te lezen voor mensen die daarvoor toestemming hadden gekregen). Ook kreeg de nieuwe service verdere integratie in andere Google-producten:
- Google Toolbar, de mogelijkheid om direct een link van de site op de eigen blogger te zetten.
- Google AdSense, reclame op de eigen blog om geld te verdienen.
- Picasa Web Albums, alle foto's die worden geüpload vanuit Blogger direct in de eigen albums.

Sinds december 2006 was Blogger niet langer een bètaversie. In 2011 werden er veel vernieuwingen doorgevoerd in de lay-out van Blogger.